# Autoroute A4 (France)
Pour les articles homonymes, voir A4, Autoroute A4 et Autoroute de l'Est.

L'autoroute A4 appelée aussi Autoroute de l'Est est une autoroute française reliant Paris (boulevard périphérique) à Strasbourg,  via Reims et Metz.

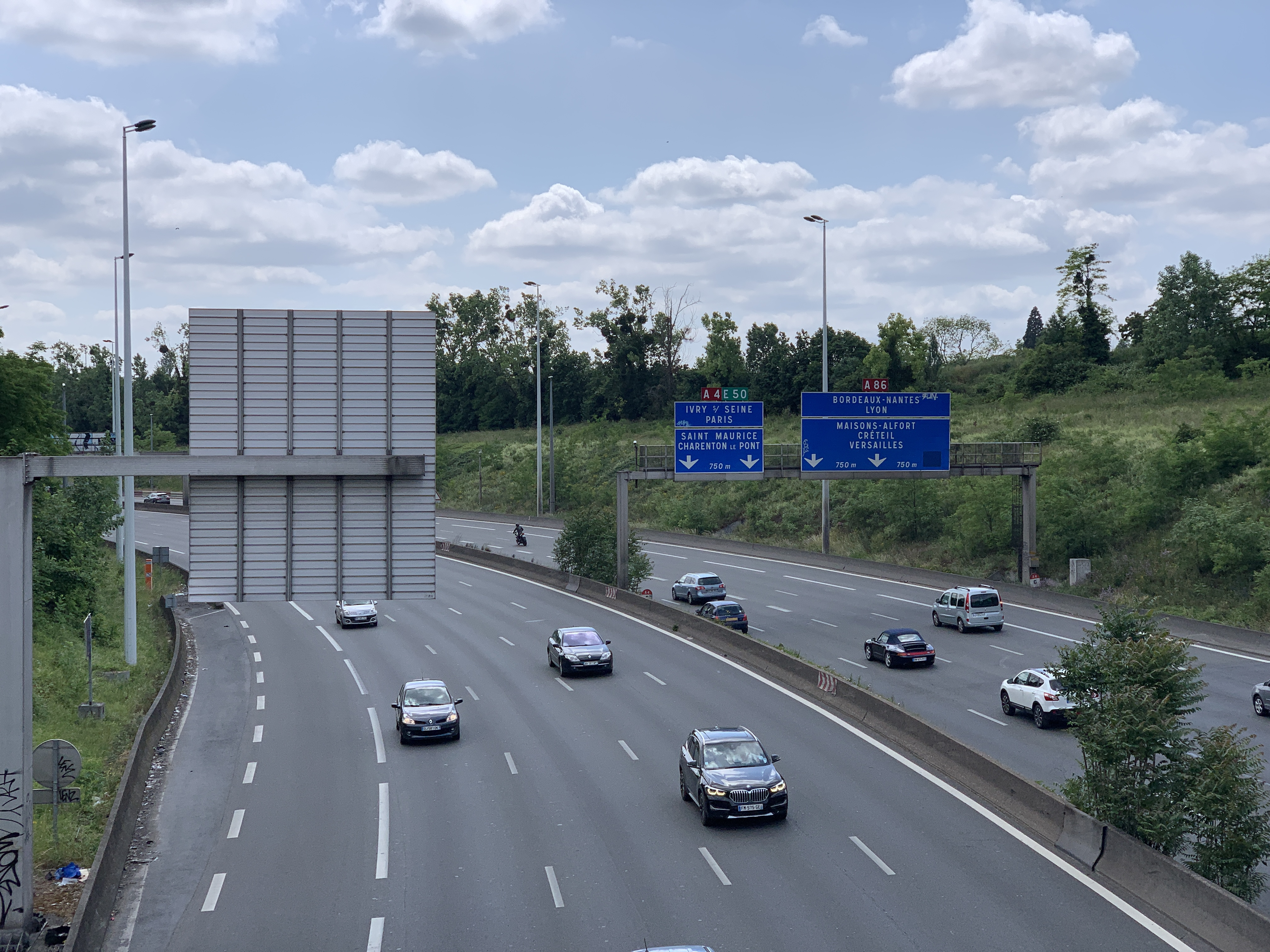
Autoroute A4 vue depuis Pont Avenue Tremblay Paris 4 en mai 2020.

L’autoroute dessert la banlieue Est de Paris. Elle traverse, selon une orientation est-ouest, la ville nouvelle de Marne-la-Vallée, comme le fait la ligne A du RER, et permet d'atteindre le complexe de loisirs de Disneyland Paris. Elle dessert ensuite Reims puis Metz pour se terminer à Strasbourg. Par ses extensions, elle se connecte à l’Allemagne et, en particulier, à l’Allemagne du Sud.
L’autoroute A4 est gérée par la DiRIF de la Porte de Bercy jusqu'à Noisy-le-Grand, où elle est totalement gratuite. La reste de l'A4 est en très grande partie concédée par la SANEF, jusqu'à Reichstett (près de Strasbourg), où elle est payante. Le bail de concession est compris jusqu'au 31 décembre 2032. Elle est couverte par la radio 107.7 FM. Dans ses tout derniers kilomètres, l'A4 est gérée par l'Eurométropole de Strasbourg.

## Historique
Sa construction a commencé au tout début des années 1970 aux abords de Paris. Une première section a été mise en service entre la porte de Bercy et Joinville-le-Pont en 1974. Progressivement les autres sections, de Joinville à l’est de Metz sont entrées en service en 1975 et 1976.
Les anciennes autoroutes A32 et A34 (Metz-Merlebach et Merlebach-Strasbourg) ont ensuite été intégrées en 1982 à l’autoroute A4.
- Section Porte de Bercy - Saint-Maurice : première chaussée 1974, deuxième 1975.
- Section Saint-Maurice - Joinville-le-Pont : première chaussée 1974, deuxième 1975.
- Section Joinville - Coutevroult : 20 octobre 1976, après une lutte locale pour que la section à péage ne soit pas implantée en proche banlieue[1].
- Section Coutevroult - Bouleurs : 1975.
- Section Bouleurs - Château-Thierry : 1976.
- Section Château-Thierry - Tinqueux : 1975.
- Section Tinqueux - Les Islettes : 1976.
- Section Les Islettes - A31 : 1975.
- Section A31 - Metz-est : 1976.
- Section Metz-est - Merlebach : 1971 (ex-A32).
- Section Merlebach - Mundolsheim : 1976 (ex-A34).
- Section Mundolsheim - Strasbourg : 1972 (ex-A34).
- Construction de l’autoroute A86 : les deux autoroutes ont un tronçon commun entre Champigny-sur-Marne et Saint-Maurice (Val-de-Marne).
- Travaux pour la mise en place d’un dispositif d’exploitation dynamique pour tenter de réduire l’effet goulot posé par la jonction A4/A86 : 2005.
- Contournement sud de Reims : 2010.
- Suppression du dispositif d'exploitation dynamique [2]: 2018.
- Suppression des croisements de flux principaux : A86 intérieure nord vers A4 province avec tous les trafics de surface y compris l'entrée vers A4 Paris et Créteil : 2019.
- Déclassement en route métropolitaine M35 de la portion Reichstett / Strasbourg - Place de Haguenau : 2021.

Un incident est survenu pendant une intervention sur la ligne de Paris à Bâle au mois d'août 1975, lors de la pose d'un tablier sur la future autoroute A4 à Champigny-sur-Marne où la grue ferroviaire Diplodocus du 5e régiment du génie bascule et se retrouve couché sur le flanc[source insuffisante],.
L’A4, longue de 482 km, est la troisième autoroute la plus longue de France, derrière l'A10 et ses 557 km, et l'A89 et ses 544 km. Sur l'intégralité du parcours (Strasbourg-Paris), on comptait huit péages avant la mise en service du contournement sud de Reims supprimant du tracé principal les barrières de Dormans (à l'ouest de Reims) et Taissy (à l'est de Reims). Sur le trajet entre Paris et Metz, il n'y a plus de barrières intermédiaires entre Montreuil-aux-Lions et Beaumont.
La mise en service du contournement de Reims et le déclassement de la portion strasbourgeoise de l'autoroute justifient la renumérotation des sorties situées entre Reims et Strasbourg, opérée par le concessionnaire en octobre 2021.

## Itinéraire
Le kilomètre zéro de l'autoroute se situe à la porte de Bercy, à Paris. L'A4 passe au pied du « Chasseur de Vincennes » puis, après seulement quelques kilomètres, collecte le trafic de l'A86 Sud. L'autoroute est parallèle à la Seine jusqu'au confluent avec la Marne puis longe cette rivière à Charenton-le-Pont et Saint-Maurice en surplomb du chemin de halage-voie verte séparé par un mur anti-bruit jusqu'à l'échangeur avec cette autoroute. Ce tronçon le long de la Marne a été établi en 1974-1975 à l'emplacement de l'ancien canal de Saint-Maurice remblayé vers 1950.
Cette portion commune à l'A4 et à l'A86 est l'une des sections autoroutières les plus chargées d'Europe avec 244 000 véhicules par jour en 2008, loin devant le fameux M25 de Londres ou l'A4 italienne à Milan. Cette portion demeure souvent saturée aux heures de pointe. L'A4 se déleste ensuite du flux de véhicules se dirigeant vers le nord de la région parisienne, vers l'aéroport de Roissy-Charles-de-Gaulle, le Nord de la France et la Belgique puis l'A86 est de nouveau distincte de l'A4. Malgré un habitat urbain dense, le tracé de la chaussée est rectiligne, permettant une hausse régulière de la vitesse maximale autorisée. L'autoroute croise ensuite la Francilienne, avec laquelle, et comme pour l'A86, elle partage une courte section commune. Venant de l'Est, la bifurcation dite de Collégien marque la sortie de la banlieue parisienne. La première aire de service se situe au niveau de Ferrières-en-Brie. À hauteur de celle-ci, la vitesse limite est fixée à 130 km/h. Le trafic devient moins dense, l'habitat est plus épars, sans pour autant devenir champêtre et les sorties sont plus espacées. L'A4 croise ensuite la LGV de contournement Est de l'Île-de-France, non loin de la gare de Marne-la-Vallée - Chessy.
La première barrière de péage de pleine voie se situe à Coutevroult. Pour autant, l'autoroute redevient gratuite sur une très courte portion entre la sortie 15 et l'embranchement avec l'A140. Dans les faits, la plupart des automobilistes en transit ne remarquent pas cette courte section gratuite. L'A4 perd le flux se dirigeant sur l'A140, desservant Meaux. Elle est maintenant configurée comme une autoroute de liaison standard, à 2×2 voies. En effet c'est ici qu'elle perd sa vocation intra-urbaine. Le trafic chute donc brutalement.
Le tracé est exclusivement à dominante champêtre. La Ferté-sous-Jouarre est contournée au nord, de même que Château-Thierry. Après la deuxième barrière de péage, à Montreuil-aux-Lions, le tracé pénètre en Picardie. Le tracé de la LGV Est européenne est jumelé avec l'A4 entre Château-Thierry et l'aire de repos de Reims-Champagne, 20 km à l'est de Reims. Au niveau de la sortie 21, desservant Épernay, on peut encore apercevoir les traces de l'ancien péage pleine voie de Dormans, détruit à la suite de l'ouverture du contournement sud de Reims.
L'A4 entre maintenant dans la Marne. Elle se dirige ensuite vers Reims. Depuis 2010, la ville est contournée par le sud. À l'ouest de la ville, l'autoroute collecte le trafic provenant du nord de la France, de la Grande-Bretagne et de la partie occidentale de la Belgique, par l'A26. Les deux autoroutes partagent une section commune sur une trentaine de kilomètres. L'A4 demeure ici sous une configuration 2×2 voies, malgré l'importance du trafic. Sur cette portion, on peut apercevoir au sud la montagne de Reims et ses prestigieux vignobles. L'A4 se déleste ensuite du flux continuant sur l'A26, à destination du sud de la France. C'est à ce niveau que le tracé devient particulièrement rectiligne et monotone. Sur près de 50 kilomètres, l'autoroute traverse la plaine de Champagne, terre agricole aujourd'hui réputée pour sa fertilité (parfois encore nommée Champagne crayeuse). Châlons-en-Champagne est laissée 10 kilomètres au sud.
La sortie 26 desservant Sainte-Menehould marque la fin de la plaine de Champagne et le seuil de l'Argonne. L'autoroute pénètre alors au cœur du massif forestier d'Argonne. Le tracé devient légèrement plus complexe, sans présenter de difficultés majeures, hormis des gelées fréquentes l'hiver, cédant tard dans la journée. La Biesme est franchie ensuite, marquant la frontière entre la Marne et la Meuse. La sortie 27 signe la sortie de l'Argonne. Cette sortie est d'ouverture récente (fin des années 2000). Elle n'avait pas été jugée utile lors de l'ouverture de l'A4 au milieu des années 1970. Deux arguments majeurs ont permis cette ouverture : le désenclavement de l'Argonne et du Nord-Ouest Meusien ont été mis en avant. À cela s'est ajouté le développement du tourisme vert porté par le massif forestier, potentialisé par la proximité relative de la région parisienne située à deux heures de trajet.
L'A4 croise la Voie sacrée, qui relie Bar-le-Duc à Verdun, au niveau de la sortie 28, puis franchit la Meuse à la sortie 29 (demi-échangeur). L'autoroute gravit ensuite les côtes de Meuse, au cours d'une ascension à forte pente (6 %). Après l'aire de service de Verdun-Saint-Nicolas, et la descente des côtes de Meuse, l'A4 coupe quasiment en son centre la plaine de la Woëvre. Elle croise successivement trois voies ferrées toujours en service : la ligne non électrifiée de Châlons-en-Champagne à Metz via Verdun, la ligne reliant Longwy à Pagny-sur-Moselle et la ligne de Jarny à Hagondange. Après l'aire de Metz-Saint-Privat, l'A4 entame une longue descente vers la vallée de la Moselle. Le tracé se fait plus complexe et le tissu urbain plus dense. À partir de la sortie 34, l'A4 devient également un axe de liaison interurbain (contournement est de Metz). Conséquemment, elle devient gratuite jusqu'à l'A314 desservant Metz-Est. Elle croise l'A31 au droit d'Hauconcourt et perd le trafic à destination de Luxembourg et de Metz-Centre, pour collecter celui à destination de Metz-Est. La Moselle est traversée à Argancy. Metz est contournée à une dizaine de kilomètres au nord et à l'est. L'A4 redevient payante lorsqu'elle collecte le trafic venant de Metz vers Strasbourg.
Après la traversée du plateau lorrain, elle débouche dans le bassin houiller est-mosellan. Elle frôle Saint-Avold. Au droit de Freyming-Merlebach, l'embranchement avec l'A320 via l'échangeur de Freyming permet d'orienter le trafic en direction de l'Allemagne (Francfort notamment). L'A4 contourne Sarreguemines au sud. Après une courte excursion en Alsace bossue, l'A4 retrouve la Lorraine non loin de Phalsbourg. C'est aussi à ce niveau qu'elle retrouve le tracé historique de Paris à Strasbourg, en croisant la route nationale 4. Le massif des Vosges est traversé au col de Saverne. Après Saverne, l'A4 plonge dans la plaine d'Alsace. À hauteur de Hochfelden, elle redevient gratuite pour sa dernière portion. Par la suite, l'A4 croise l'autoroute A340 qui permet de desservir la ville de Haguenau. À Vendenheim, elle collecte le trafic provenant de l'A35 Nord et dessert l'A355. Puis l'autoroute se prolonge par la M35.

## Contexte controversé sur l'option du tracé
L'autoroute passe largement au nord de l'axe historique Paris-Strasbourg. Elle a longtemps été déficitaire. Pour certains usagers qui empruntent l’A4 comme pour de nombreux élus du sud lorrain, le choix du tracé nord Reims-Metz au lieu d’un tracé sud Reims-Nancy a été une erreur. Ils pouvaient escompter d'un tracé sud qu'il désengorgeât la RN 4 et offrît une liaison autoroutière pour Nancy vers et depuis la capitale, dont le manque se ressent en Champagne-Ardenne. Dans cette optique, l’A4 aurait desservi l’agglomération nancéienne pour rejoindre l'itinéraire actuel au droit de Sarrebourg, et ainsi se prolonger jusqu’à Strasbourg — l'accès à l’Allemagne via Metz était déjà aisément réalisé par une autoroute.
Dans un contexte de querelle de rivalité à laquelle sont coutumières les deux villes lorraines, malgré un surcoût de 25 % par rapport au tracé retenu, la décision de faire passer l’A4 à Metz a notamment été défendue par des considérations démographiques et économiques telles que le soutien à la reconversion du bassin sidérurgique et du bassin houillier, les partisans du tracé par Nancy ayant argué d'un développement plus global de la région. La détermination du tracé résulte de l'influence essentielle de Raymond Mondon, maire de Metz de 1947 à 1970, ministre des Transports en 1969-1970, qui voulait désenclaver la ville.
Pierre Weber, alors maire de Nancy, avait démissionné une fois le tracé nord annoncé. En juin 1970, Roger Souchal, député (UDR) de Meurthe-et-Moselle (circonscription de Nancy-Nord), démissionne en raison du tracé d'une autoroute, jugé trop favorable à Metz.
La construction de l’A4 n’a pas permis de désenclaver la Meuse de sa ruralité comme attendu ; rares sont les entreprises à s'être installées en bord d’autoroute sur la traversée meusienne. Une A4 sud aurait profité de l’actuelle A33, tronçon reliant Nancy à Lunéville.
Dans une optique européenne, le tracé Nord a permis une forte amélioration de la communication avec la capitale européenne Luxembourg, ainsi qu'avec la région allemande de la Sarre, favorisant ainsi le développement de la structure politico-économique Saar-Lor-Lux qui est apparue dans la foulée de la mise en service de l'A4.
En compensation pour Nancy, la liaison Paris – Strasbourg par Nancy (route nationale 4) a bénéficié par la suite d'importants crédits. Cette RN4 est efficace, plus courte en km, gratuite (l'A4 est payante), mais sous-dimensionnée, en particulier entre Jouy-le-Châtel et Vitry-le-François.

## Parcours
Section non-concédée gérée par la DIRIF et gratuite.

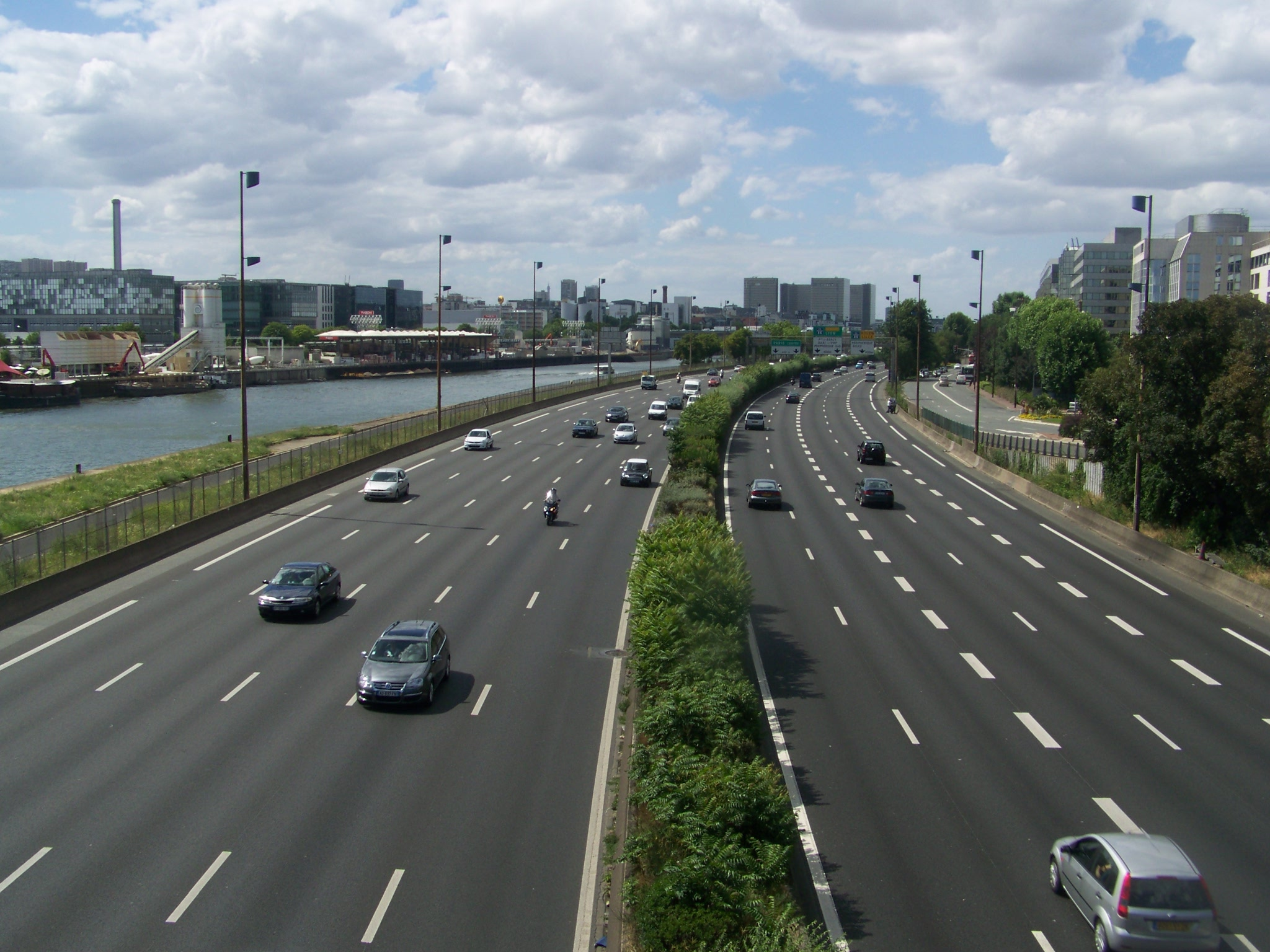
L'autoroute A4 à Charenton, en direction de Paris.

- Échangeur entre Boulevard périphérique de Paris et A4 (échangeur de la porte de Bercy)  à 0 km : 
  - Paris - centre : Gare de Lyon
  - Périphérique Nord :  Lille (A3 - A1)
  - Périphérique Sud :  Lyon (A6 (A10)), Rouen (A13), Quai d'Ivry +  Porte de Bercy : Porte de Bercy

Passage du département de Paris à celui du Val-de-Marne.
- Début d'autoroute.
  -  Limitation à 90 km/h. Début de 2x5 voies.
- 1 Ivry-sur-Seine à 0,9 km : Ivry-sur-Seine (demi-échangeur, depuis et vers Strasbourg)
- 2 Charenton à 2 km : Charenton - centre, Bercy (sens Strasbourg - Paris)
- 3 Saint-Maurice (RD 6 - RD 19) à 2 km : Charenton-le-Pont - Gravelle, Maisons-Alfort, Alfortville, Saint-Maurice
- Échangeur entre A86 (Sud) et A4 à 3,6 km : Bordeaux, Nantes (A10), A6, Créteil, Versailles, Maisons-Alfort
  -  Limitation à 90 km/h, Rappel,  Début de 2×4 voies, fin de 2x5 voies.

Début du tronc commun avec l’autoroute A86.
- 4 Joinville (RD 4) à 4 km : St-Maur, Joinville, Vincennes
  -  Viaduc de Joinville
- Échangeur entre A86 (Nord) et A4 à 7,2 km : Lille (A1), Bobigny (A3), Fontenay-sous-Bois, Le Perreux-sur-Marne (depuis et vers Paris)
- 5 Pont de Nogent (RN 486) à 7,4 km : Nogent-sur-Marne, Champigny-sur-Marne - La Fourchette, Le Perreux-sur-Marne, Fontenay-sous-Bois, Bobigny  (A1)
  -  Limitation à 90 km/h, Rappel.

Fin du tronc commun avec l’autoroute A86.
- 6 Champigny-sur-Marne à 9 km : Champigny-sur-Marne - centre, Bry-sur-Marne (demi-échangeur, depuis et vers Paris)
  -  Tunnel de Champigny
  -  Limitation à 110 km/h.

Passage du département du Val-de-Marne à celui de la Seine-Saint-Denis.
- 8 Porte de Paris (RD 331 - RD 231) à 12 km : Noisy-le-Grand - centre, Mont-d'Est, Marne-la-Vallée, Villiers-sur-Marne, Bry-sur-Marne,  Centre Commercial régional Les Arcades,  Centre Commercial Les Armoiries

Section concédée à SANEF et payante (sauf entre les sorties 9 à 14, 46 à 48 et le Contournement Nord-Est de Metz).
- 9 Noisy-le-Grand - centre (RD 194) à 14 km : Noisy-le-Grand (demi-échangeur, depuis et vers Strasbourg)
- 10 Cité Descartes (RD 970) à 15 km : Marne-la-Vallée, Chelles, Noisy-le-Grand - Richardets, Champs-sur-Marne

Passage du département de la Seine-Saint-Denis à celui de la Seine-et-Marne.
- Limitation à 110 km/h, Rappel.  Début de 2×3 voies, fin de 2x4 voies.
- Échangeur entre RN 104, RD 499 et A4 (échangeur de Lognes) à 17 km : 
  - RN 104 : Troyes, Nancy par RN, Lyon (A5), Bordeaux, Nantes (A10), Sénart, Évry, Pontault-Combault, Émerainville
  - RD 499 : Marne-la-Vallée - Val Maubuée - centre, Torcy, Noisiel

Début du tronc commun avec l'A104
- 10.1 Val Maubuée - sud à 19 km : Marne-la-Vallée, Lognes,  Z. A. Pariest, Croissy-Beaubourg
- Échangeur entre A104, RD 471 et A4 (échangeur de Collégien) à 20 km : 
  - A104 : Lille,  Ch-de-Gaulle (A1), Lagny-sur-Marne, Collégien - centre,  Centre Commercial Régional Bay 2
  - RD 471 : Gretz-Armainvilliers, Tournan-en-Brie,  Collégien - Z. A

Fin du tronc commun avec l'A104
- 12 Val de Bussy à 24 km : Marne-la-Vallée, Bussy-Saint-Georges, Ferrières-en-Brie, Collégien
  -  Limitation à 130 km/h.  Toujours en 2×3 voies.
  -  Aires de service de Ferrières (sens Paris-Strasbourg),  de Bussy-Saint-Georges (sens Strasbourg-Paris) + (en projet)  12.1 Sycomore à 26 km : Bussy-Saint-Georges
- 12.1 Val d'Europe à 28 km : Marne-la-Vallée, Montévrain,  Centre Commercial Régional Val d'Europe (demi-échangeur, depuis et vers Paris)
- 13 Serris à 30 km : Marne-la-Vallée - Val de Lagny, Provins, Serris
- 14 Parcs Disney à 32 km : Marne-la-Vallée - Val d'Europe, Bailly-Romainvilliers,  Centre Commercial Régional Val d'Europe
- Péage de Coutevroult (à système ouvert)
- 15 Coutevroult à 36 km : Coutevroult, Melun, Provins, Fontenay-Trésigny (depuis et vers Strasbourg)
- 16 Crécy-la-Chapelle à 38 km : Couilly-Pont-aux-Dames, Crécy-la-Chapelle, Coulommiers, Esbly (depuis et vers Paris)
- Échangeur entre A140 et A4 à 40 km : Meaux - centre, Quincy-Voisins, Crécy-la-Chapelle
  -  Limitation à 130 km/h, Rappel.  Début de 2×2 voies, fin de 2x3 voies.
  -  Aires de repos de Vaucourtois (sens  Paris-Strasbourg),  de Prévilliers (sens Strasbourg-Paris)
- 18 Saint-Jean-les-Deux-Jumeaux à 54 km : Saint-Jean-les-Deux-Jumeaux, Sammeron, Meaux - est, La Ferté-sous-Jouarre, Trilport
  -  Aires de service d'Ussy-sur-Marne (sens Paris-Strasbourg),  de Changis-sur-Marne (sens Strasbourg-Paris)
- 19 Montreuil-aux-Lions à 65 km : Montreuil-aux-Lions, Lizy-sur-Ourcq, La Ferté-sous-Jouarre
- Péage de Montreuil-aux-Lions (à système fermé)

Passage du département de Seine-et-Marne à celui de l'Aisne. Passage de la région Île-de-France à celui des Hauts-de-France.
- Aires de repos de la Fontenelle (sens  Paris-Strasbourg),  de la Talmousse (sens Strasbourg-Paris)
- 20 Château-Thierry à 85 km : Château-Thierry, Soissons, Fère-en-Tardenois
  -  Aires de service de Tardenois-Sud (sens Paris-Strasbourg),  de Tardenois-Nord (sens Strasbourg-Paris)

Passage du département de l'Aisne à celui de la Marne. Passage de la région des Hauts-de-France à celui de la région Grand Est.

Passage du département de la Marne à celui de l'Aisne. Passage de la région Grand Est à celui des Hauts-de-France.
- 21 Dormans à 111 km : Épernay, Fismes, Dormans, Fère-en-Tardenois

Passage du département de l'Aisne à celui de la Marne. Passage de la région des Hauts-de-France à celui Grand-Est.
- Aires de repos de Romigny (sens  Paris-Strasbourg),  de Lhéry (sens Strasbourg-Paris)
  -  Aires de service de Vrigny (sens Paris-Strasbourg),  de Gueux (sens Strasbourg-Paris)
- 22 Reims - Thillois (A344) à 131 km : Reims - centre, Tinqueux, Soissons
- Échangeur entre A26 (Nord) et A4 à 133 km : Reims - nord, Lille (A1), Bruxelles, Calais, Laon, Saint-Quentin, Cambrai, Rouen
- 23 Reims - sud à 138 km : Reims, Épernay, Champfleury,  Champagne-Ardenne,  Centre Hospitalier de Reims
- Échangeur entre A34 et A4 à 144 km : Reims - est, centre, Charleroi, Cormontreuil, Charleville-Mézières
  -  Aires de repos de l'Espérance (sens  Paris-Strasbourg),  de la Vesle (sens Strasbourg-Paris)
  -  Aires de service de Reims Champagne Sud (sens Paris-Strasbourg),  de Reims Champagne Nord (sens Strasbourg-Paris)
- Échangeur entre A26 (Sud) et A4 à 167 km : Troyes, Lyon, Orléans (A5), Châlons-en-Champagne - Rive Gauche, Épernay
- 24 La Veuve à 171 km : La Veuve, Châlons-en-Champagne - centre, Saint Martin, Vitry-le-François, Mourmelon-le-Grand
- 25 Saint-Étienne-au-Temple à 180 km : Saint-Étienne-au-Temple, Bar-le-Duc, Châlons-en-Champagne - centre, Mont Bernard, Suippes
  -  Aires de repos du Mont de Charme (sens  Paris-Strasbourg),  de la Noblette (sens Strasbourg-Paris)
  -  Aires de service de Valmy Orbeval (sens Paris Strasbourg),  de Valmy le Moulin (sens Strasbourg-Paris)
- 26 Sainte-Menehould à 213 km : Sainte-Menehould, Vouziers, Vitry-le-François
  -  Aires de repos de Fontaine d'Olive Sud (sens  Paris-Strasbourg),  de Fontaine d'Olive Nord (sens Strasbourg-Paris)

Passage du département de la Marne à celui de la Meuse.
- 27 Clermont-en-Argonne à 228 km : Clermont-en-Argonne
  -  Aires de repos de Rarécourt (sens  Paris-Strasbourg),  de Jubécourt (sens Strasbourg-Paris)
- 28 Voie Sacrée à 243 km : Verdun, Bar-le-Duc, Saint-Mihiel
  -  Aires de repos de La Rouge Haie (sens  Paris-Strasbourg),  de Genièvres (sens Strasbourg-Paris)
- 29 Verdun à 254 km : Verdun, Saint-Mihiel (demi-échangeur, depuis et vers Strasbourg)
  -  Aires de service de Verdun Saint-Nicolas Sud (sens Paris-Strasbourg),  de Verdun Saint-Nicolas Nord (sens Strasbourg-Paris) (Pont-restaurant)
- 30 Fresnes-en-Woëvre à 271 km : Fresnes-en-Woëvre, Longwy, Pont-à-Mousson, Lac de Madine, Étain, Vigneulles-lès-Hattonchâtel
  -  Aires de repos de l'Épinotte (sens  Paris-Strasbourg),  du Bois de la Ronce (sens Strasbourg-Paris)

Passage du département de la Meuse à celui de Meurthe-et-Moselle.
- Aires de repos du Bois de Labry (sens  Paris-Strasbourg),  du Bois-saint-Martin (sens Strasbourg-Paris)
- 31 Jarny à 293 km : Jarny, Briey
- Péage de Beaumont (à système fermé)

Passage du département de Meurthe-et-Moselle à celui de la Moselle.
- 32/32a/32b Batilly / Sainte-Marie à 300 km :  Z. I. Batilly, Ars-sur-Moselle, Sainte-Marie-aux-Chênes, Homécourt, Auboué
  -  Aire de service de Metz St-Privat (dans les deux sens)
- 33 Marange-Silvange à 312 km : Marange-Silvange, Rombas
- 34 Semécourt à 313 km : Amnéville, Parc Walygator, Woippy, Maizières-lès-Metz, Semécourt
- Échangeur entre A31 et A4 (Croix de Hauconcourt) à 315 km : A30, La Maxe, Thionville, Luxembourg ( Luxembourg), Nancy, Metz - centre, Longwy, Trèves ( Allemagne)
- 35 Argancy à 318 km : Argancy, Ennery,  EuroTransit
  -  Aires de repos de la Crouée (sens  Paris-Strasbourg),  de Charly-Oradour (sens Strasbourg-Paris)
- Échangeur entre A315 et A4 (Bifurcation de Mey) à 326 km : Nancy (A31), Metz - est, Château-Salins,  Hôpitaux (depuis et vers Paris)
  -  Début 2 × 3 voies
  -   Limitation à 110 km/h
- Échangeur entre A314 et A4 (Bifurcation de Lauvallières) à 328 km (depuis et vers Strasbourg, demi-échangeur) : Metz, Nancy (A31)
  -  Limitation à 130 km/h
  -  Aires de repos de Landonvillers-Sud (sens  Paris-Strasbourg),  de Landonvillers-Nord (sens Strasbourg-Paris)
- 36 Boulay à 344 km : Boulay, Bouzonville, Faulquemont (1er péage autoroutier de France totalement sans barrière)[8]
  -  Aires de repos de Brouck (sens  Paris-Strasbourg),  de Narbéfontaine (sens Strasbourg-Paris)
  -  Aires de service de Longeville-Sud (sens Paris-Strasbourg),  de Longeville-Nord (sens Strasbourg-Paris)
- Péage de Saint-Avold (à système ouvert)
- 37 Saint-Avold à 362 km : Sarrelouis (Allemagne), Saint-Avold, Carling, Creutzwald, Faulquemont
  -   Virage dangereux sur 1 km.
- Échangeur entre A320 et A4 +  38 Freyming (Échangeur de Freyming) à 369 km : 
  - A320 : Sarrebruck (Allemagne), Forbach, Merlebach
  -  38 : Freyming-Merlebach
  -  Fin du virage dangereux.
- 39 Farébersviller à 375 km : Farébersviller
- Péage de Loupershouse (à système fermé)
- 40 Puttelange à 381 km (depuis et vers Paris) : Puttelange-aux-Lacs, Loupershouse
  -  Aires de repos de Grundviller (sens  Paris-Strasbourg),  de Petite Hambach (sens Strasbourg-Paris)
- 41 Sarreguemines à 390 km : Sarreguemines, Sarralbe, Europôle

Passage du département de la Moselle à celui du Bas-Rhin.
- Aires de service de Keskastel-Ouest (sens Paris-Strasbourg),  de Keskastel-Est (sens Strasbourg-Paris)
- 42 Sarre-Union à 408 km : Sarre-Union, Diemeringen, Drulingen, Sarralbe
  -  Aires de repos de Eywiller (sens  Paris-Strasbourg),  de Berg (sens Strasbourg-Paris)

Passage du département du Bas-Rhin à celui de la Moselle.
- Aires de repos de Katzenkopf (sens  Paris-Strasbourg),  de Schalbach (sens Strasbourg-Paris)
- 43 Phalsbourg (RN 4) à 428 km : Lunéville, Nancy, Phalsbourg, Sarrebourg

Passage du département de la Moselle à celui du Bas-Rhin.
- Zone dangereuse à forte courbe (Col de Saverne), 110 km/h sur 4,5 km.
  -  Aires de repos de Danne (sens  Paris-Strasbourg),  de Quatre-Vents (sens Strasbourg-Paris)
  -  Fin de zone dangereuse à forte courbe.
  -  Aires de service de Saverne-Monswiller (sens Paris-Strasbourg),  de Saverne-Eckartswiller (sens Strasbourg-Paris)
- 44 Saverne à 439 km : Saverne, Bouxwiller, Molsheim
  -  Aires de repos de Gottesheim (sens  Strasbourg-Paris),  de Lienbach (sens Paris-Strasbourg)

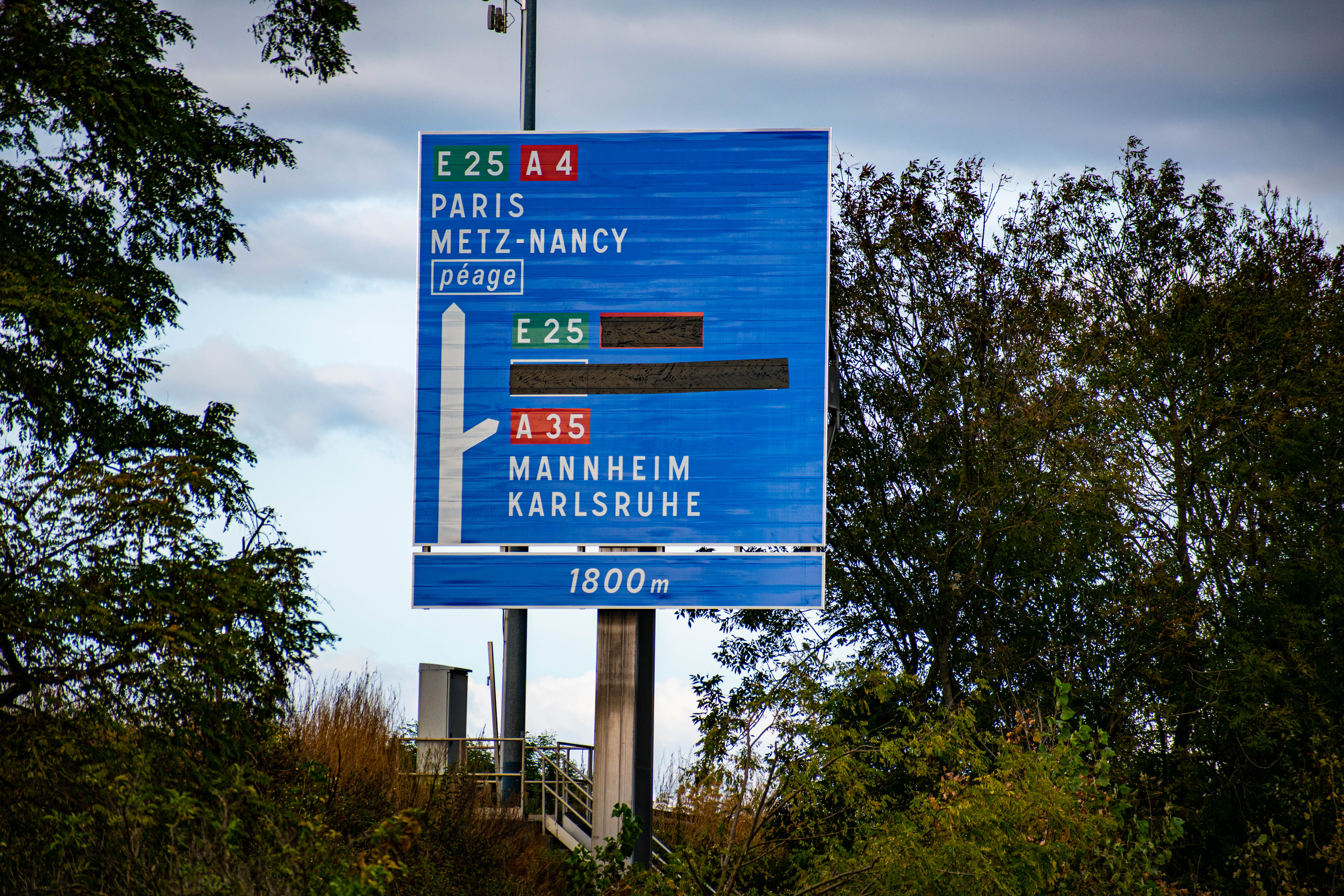
Panneau annonçant l'échangeur entre A4 et A35, peu avant l'inauguration de la A355.

- 45 Hochfelden à 456 km : Hochfelden, Bouxwiller
- Péage de Schwindratzheim (à système fermé)
- 46 Haguenau (A340) à 463 km : Haguenau,  Brumath - Z. I. Nord
  -  Aires de service de Brumath-Ouest (sens Paris-Strasbourg),  de Brumath-Est (sens Strasbourg-Paris)
- 47 Brumath à 468 km :  Brumath - Z. A. Sud, Vendenheim
- Échangeur entre A35 (Nord), A4 et A355 (Contournement Ouest de Strasbourg) à 470 km : 
  - A35 : Lauterbourg, Hœrdt, Karlsruhe ( Allemagne), Ludwigshafen
  - A355 () : Mulhouse (A35 Sud),  Port de Strasbourg, Strasbourg,  Entzheim
- Fin de l'Autoroute A4 et continue sur la RM 35

## Ouvrages d'art
- Tunnel de Champigny
- Viaduc de Joinville

## Déclassement en avenue de la section entre la porte de Bercy et le péage de Coutevroult
Entre la porte de Bercy, à Paris, et le péage de Coutevroult, l'autoroute pourrait, dans les années à venir, être déclassée pour devenir une avenue avec feux rouges, des passerelles, des voies réservés pour le bus... et une limitation de vitesse à 70 km/h. Le projet est en cours d'étude (septembre 2011).
En avril 2024, le département du Val-de-Marne lance une concertation sur l'abaissement de la vitesse à 70 km/h sur la portion située entre Charenton-le-Pont et Saint-Maurice. Une expérimentation est prévue pour l'automne 2024.

## Déclassement en boulevard urbain de la section entre Reichstett et Strasbourg
Depuis le 1er janvier 2021, cette section est déclassée en route métropolitaine (M35).

## Lieux sensibles
Entre Joinville-le-Pont et le tunnel de Nogent-sur-Marne, l'A4 et l'A86 partagent une même chaussée sur plusieurs kilomètres. L'addition des flux cause très fréquemment des ralentissements importants, notamment dans le sens Paris-Province (pour l'A4) et Créteil-Nogent (pour l'A86). À l'intersection A4-BP, il y a souvent des embouteillages en direction du Périphérique Nord et du Périphérique Sud, la situation étant devenue plus difficile en raison de la mise « hors service » de la voie auxiliaire à la suite d'un incident.
Des embouteillages ont également quotidiennement lieu sur les sorties de la traversée de Reims aux heures de pointe. Mais avec l'ouverture du contournement sud de Reims le 23 novembre 2010, le trafic se fluidifie.
Des embouteillages ont également lieu à proximité de Strasbourg et de sa banlieue, presque en permanence.

## Traversée urbaine rémoise
Avant 2010, l'autoroute A4 coupait en deux la cité des Sacres. La limitation de vitesse sur ce tronçon de onze kilomètres était de 110 kilomètres par heure, comme pour toute autre section urbaine. Depuis l'ouverture du contournement sud de Reims, inauguré le 23 novembre 2010, l'autoroute A4 ne passe plus dans le centre de Reims. Cet ancien tracé, désormais dénommé A344 depuis l'échangeur avec l'A4-A26 jusqu'à l'échangeur de Cormontreuil, et intégré à l'A34 entre l'échangeur de Cormontreuil et l'A4 vers Metz, est maintenant limité à 90 km/h.

## Péages
- Péage de Coutevroult
- Péage de Reims-Sud
- Péage de Montreuil-aux-Lions
- Péage de Beaumont
- Péage de Saint-Avold
- Péage de Loupershouse
- Péage de Schwindratzheim

## Œuvres d'art
- De nombreuses sculptures en forme géométrique de Guy de Rougemont (Environnement pour une autoroute), installées en 1977, pour rompre la monotonie et éviter l’assoupissement des automobilistes, sont visibles sur une trentaine de kilomètres entre Saint-Étienne-au-Temple et Dommartin-Dampierre[15],[16].
- L'Europe pacifiée sculpture de Paul Flickinger, installée en 2009, sur l'aire de Verdun Saint Nicolas Nord à Haudiomont.

## Galerie de photographies

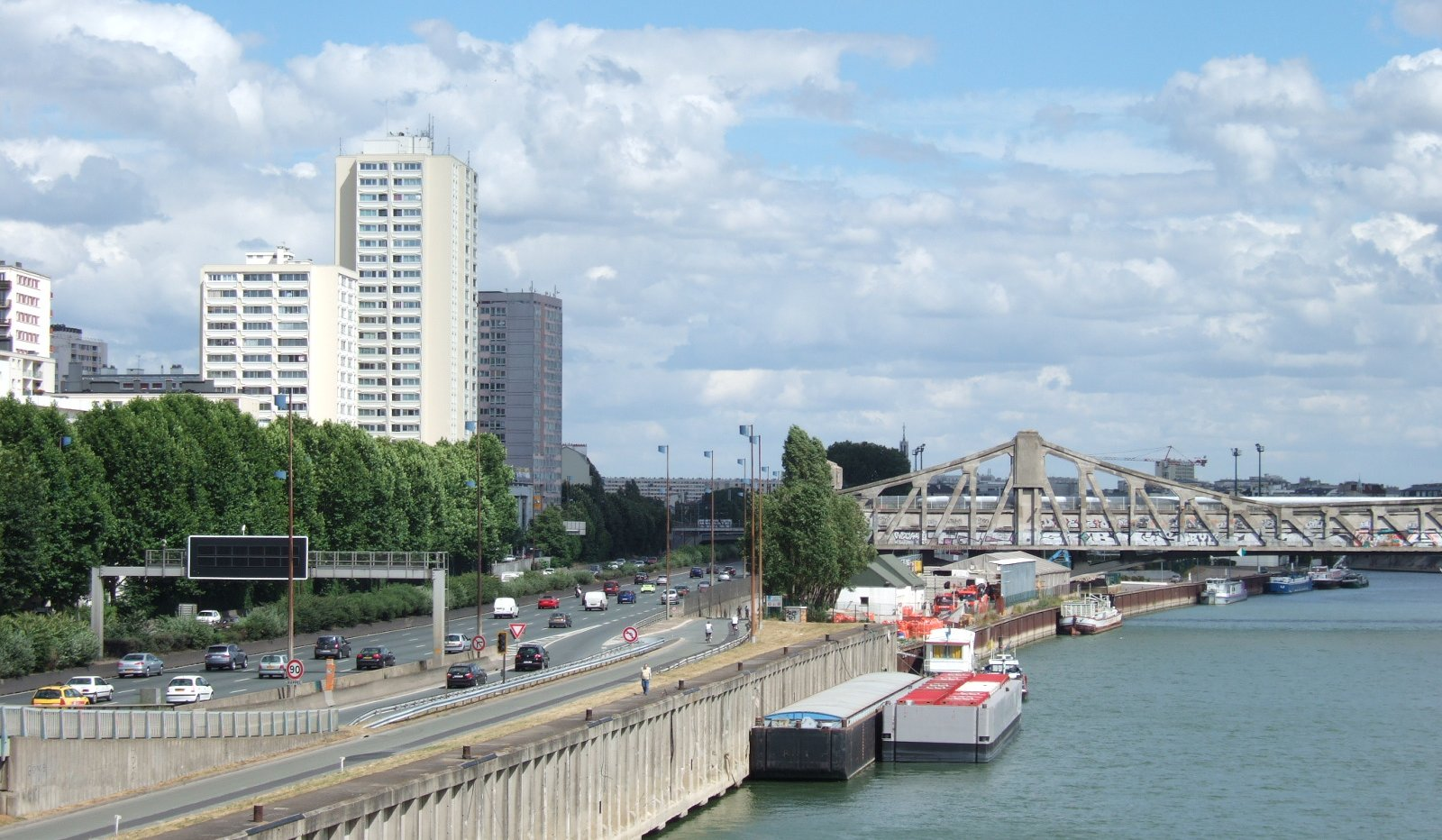
L’autoroute à Charenton-le-Pont.
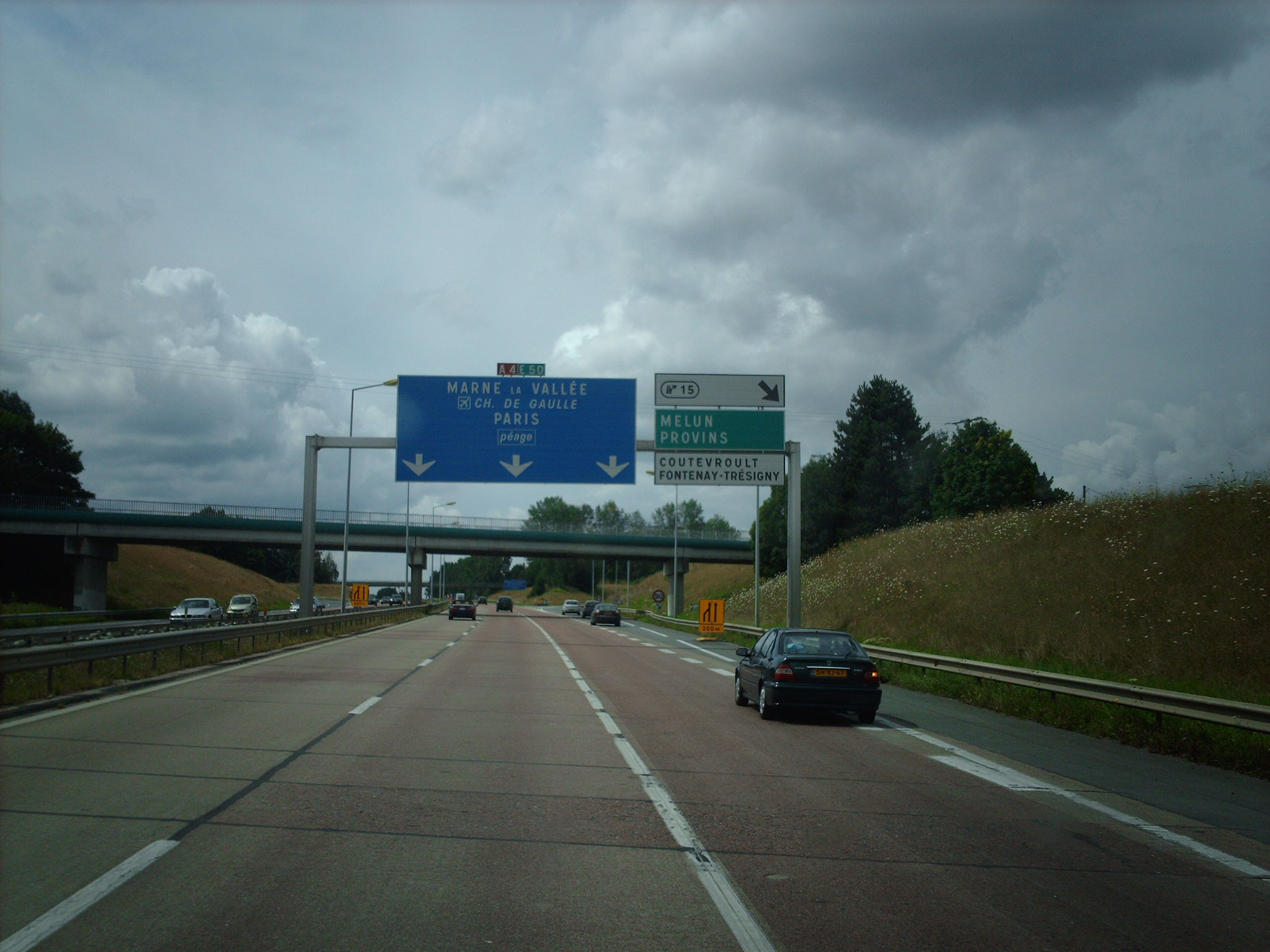
L’autoroute au niveau de Coutevroult.
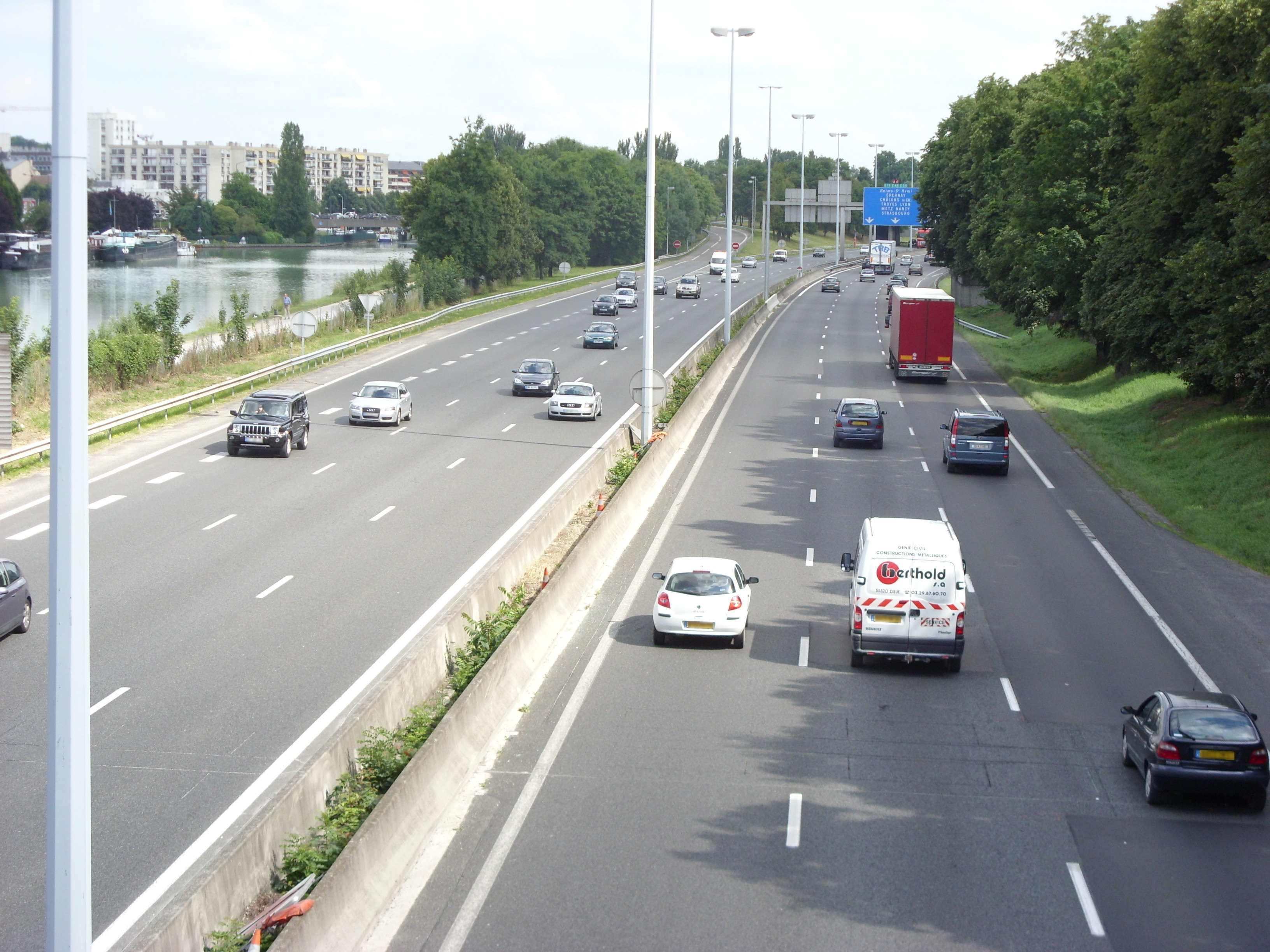
L'autoroute dans la traversée du quartier Centre à Reims.
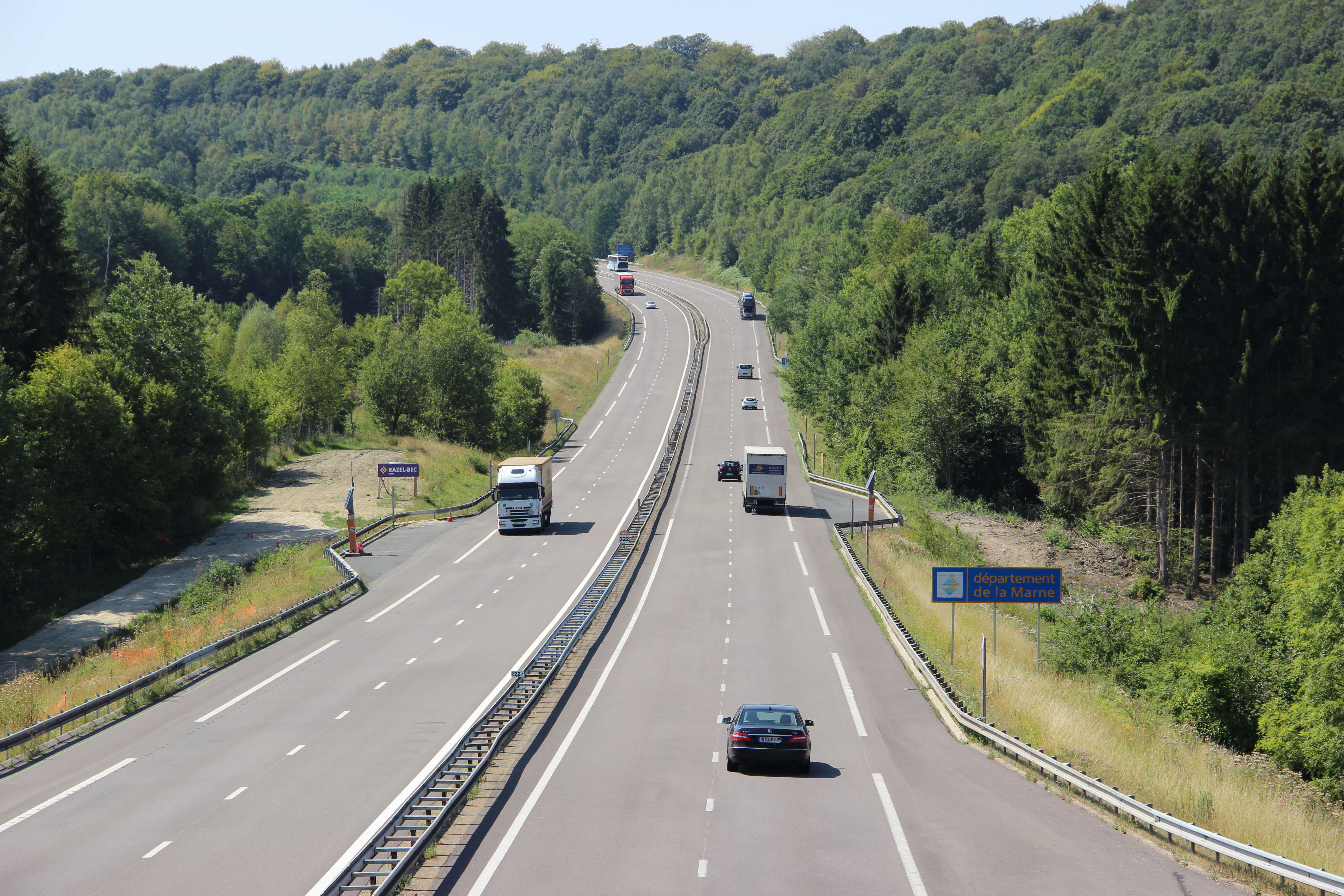
L’autoroute traverse la forêt d'Argonne à hauteur des Islettes.